# 気まぐれ!メンズトーク
「気まぐれ！メンズトーク」（きまぐれ メンズトーク）は、毎月第3木曜日の19:00〜19:30に放送されている、FMくらしき（82.8mHZ）の市民制作番組。

## 概要
地元倉敷・岡山を拠点に様々なジャンルのゲストに迎え、2015年1月に第1回目の放送を開始して以来、生放送を続けている。

## 挿入曲
- オープニング曲：Jump / Van Halen
- エンディング曲：Stand by me / Ben E. King
- BGM：Happy Island / 押尾コータロー

番組中にゲストからのオススメ曲と題して、ゲストに曲紹介をしてもらい曲を流している。ゲストが音楽活動をしていたり、音としてリスナーに届けることができる特技などがあれば、それを流すこともある。

## パーソナリティー
- 小原忠士
- 曳野美華
- 俣野浩志